# Porteté
Porteté, appelée aussi Bahia de Porteté, en raison de la vaste baie qui l'abrite, est un petit site côtier de la Colombie à la frontière du Venezuela, dans le département de La Guajira, entre Porto-Bello et Gran Granada, dans l'ancienne province de l'empire espagnol appelée Castille d'Or.
C'est aujourd'hui un site portuaire pour l'exportation du charbon, après avoir été un site d'embarquement des productions cacaoyères réalisées dans l'arrière pays, non loin de Maracaibo, ainsi qu'une région dévastée au XVIe siècle par les pirates européens. 
Au cours des années 1980, la Colombie est devenue le premier pays charbonnier d'Amérique latine grâce à la mine « à ciel ouvert » située à El Cerrejón, dans la presqu'île de la Guajira, desservie par le nouveau port minéralier de la baie de Porteté.
Porteté est aussi la région d'habitation des indigènes amérindiens Wayuu, une communauté semi-nomade de bergers, vivant sur la péninsule de Guajira, en préservant sa culture très fortement enracinée. Ces indiens ont entamé un exode après le massacre commis le 18 avril 2004 au cours duquel, selon les chiffres officiels, quatre personnes ont trouvé la mort, attribués par les autorités aux paramilitaires colombiens.